# 제주토양선언문
제주토양선언문은 2014년 6월 8일 제주도에서 개최된 제20차 세계토양학대회에서 채택된 선언문이다.
토양선언문은 인류의 삶에 필수적인 식량자원과 수자원을 확보하고, 생물자원을 보존하기 위해서는 토지안보에 대한 인식제고가 필요함을 강조하고 있다.

토양은 인류의 생명과 생태계의 기능에 매우 중요하므로, 토양보전과 지속적인 이용을 위해서 해결해야할 과제가 많다. 이에 세계토양학연합회 130여 회원국들은 범지구적 차원에서 토양의 가치에 관한 새로운 생각과 개념을 도입하고, 토양의 중요성을 증대시킬 수 있는 정보와 지식, 자원을 공유하고자 한다.
1. 토양은 우리의 발밑에 있는 더러운 흙이 아니라 모든 생명이 살아 숨 쉬는 소중한 삶의 기반이다.
2. 토양은 식물과 동물, 인간의 건강에 영향을 미치므로 토양을 조심스럽고 지속 가능하게 관리해야 한다.
3. 토양은 우리 삶에 필수적이지만 유한한 자원이므로 모든 수단을 통해서 보호하고 잘 가꾸어야 한다.
4. 토양은 복잡하고 다양하므로 인종과 성, 문화, 지역을 넘어서 토양지식을 증대시키는데 협력해야 한다.
5. 토양의 유실과 황폐화는 토양의 생성보다 훨씬 빠르게 진행되므로 장기적인 전략을 수립하여 토양을 보호해야 한다.
6. 토양은 식량안보, 수자원, 생물 다양성, 에너지, 기후변화, 환경 건전성, 행태계 서비스와 밀접하게 관련되므로, 우리는 토양을 지속 가능하도록 이용하고 보호해야 한다.
7. 토양의 가치를 정치인과 정책가, 일반인들이 잘  알 수 있도록 우리는 그 중요성을 증대시키는 프로그램을 개발보급해야 한다.
8. 토양은 도시화와 산업화. 폐기물 처리, 기타 용도로 이용되지만, 이는 식량 생산에 크게 영향을 줌으로 우리는 생태학적 기능을 유지하거나 복원할 수 있는 최적 관리방안을 개발하고 보급하여야 한다.
9. 토양은 모든 살의 터전이므로 우리는 매년 12월 5일을 세계토양의 날로 기념하여 토양의 가치와 혜택을 강조해야한다.

## 같이 보기
- 세계 토양의 해
- 세계 토양의 날
- 흙